# ボブ・ワインスタイン
“ボブ”ロバート・ワインスタイン（Robert "Bob" Weinstein、1954年10月18日 - ）は、アメリカ合衆国の映画プロデューサー。ニューヨーク市クイーンズ区出身の東欧移民ユダヤ系。
兄のハーヴェイと共にミラマックスを設立した。2005年にはミラマックスを離れ、ワインスタイン・カンパニー（The Weinstein Company）を設立した。

## 主なプロデュース作品
- クロッシング・ガード The Crossing Guard（1995）
- ウェールズの山 The Englishman Who Went up a Hill but Came down a Mountain（1995）
- 恋におぼれて Addicted to Love（1997）
- ラウンダーズ Rounders（1998）
- 最終絶叫計画 Scary Movie（2000）
- マレーナ Malèna（2000）
- ショコラ Chocolat（2000）
- スパイキッズ Spy Kids（2001）
- アザーズ Los Otros（2001）
- アイリス Iris（2001）
- ロード・オブ・ザ・リング The Lord of the Rings: The Fellowship of the Ring（2001）
- シッピング・ニュース The Shipping News（2001）
- ロード・オブ・ザ・リング/二つの塔 The Lord of the Rings: The Two Towers（2002）
- リベリオン Equilibrium（2002）
- ギャング・オブ・ニューヨーク 'Gangs of New York（2002）
- シカゴ Chicago（2002）
- コンフェッション Confessions of a Dangerous Mind（2002）
- セレブな彼女の落とし方 My Boss's Daughter（2003）
- キル・ビル Kill Bill（2003）
- 白いカラス The Human Stain（2003）
- マスター・アンド・コマンダー Master and Commander: The Far Side of the World（2003）
- バッドサンタ Bad Santa（2003）
- ロード・オブ・ザ・リング/王の帰還 The Lord of the Rings: The Return of the King（2003）
- コールド マウンテン Cold Mountain（2003）
- 華氏911 Fahrenheit 9/11（2004）
- Shall We Dance? Shall We Dance（2004）
- アビエイター The Aviator（2004）
- ネバーランド Finding Neverland（2004）
- 世界で一番パパが好き! Jersey Girl（2004）
- シン・シティ Sin City（2005）
- ブラザーズ・グリム The Brothers Grimm（2005）
- シャークボーイ&マグマガール 3-D The Adventures of Sharkboy and Lavagirl in 3-D（2005）
- プルーフ・オブ・マイ・ライフ Proof（2005）
- すべてはその朝始まった Derailed（2005）
- こわれゆく世界の中で Breaking and Entering（2006）
- ファクトリー・ガール Factory Girl（2006）
- The FEAST/ザ・フィースト Feast（2006）
- グレート・ディベーター 栄光の教室 The Great Debaters（2007）
- ヘルライド Hell Ride（2008）
- 正義のゆくえ I.C.E.特別捜査官 Crossing Over（2009）
- イングロリアス・バスターズ Inglourious Basterds（2009）
- NINE Nine（2009）
- Hurricane Season（2009）
- シャンハイ Shanghai（2010）
- ピラニア3D Piranha 3-D（2010）
- 英国王のスピーチ The King's Speech（2010）
- マリリン 7日間の恋 My Week with Marilyn（2011）
- スクリーム4: ネクスト・ジェネレーション Scream 4（2011）
- スパイキッズ4D:ワールドタイム・ミッション Spy Kids: All the Time in the World（2011）
- アポロ18 Apollo 18（2011）
- ピラニア リターンズ Piranha 3DD（2012）
- ヴァンパイア・アカデミー Vampire Academy（2014）
- ダークハウス Demonic（2015）
- ゴールド/金塊の行方 Gold（2016）